# Girolamo Baccelli
Pour les articles homonymes, voir Baccelli.
Girolamo Baccelli, né en 1514 à Florence et mort dans cette même ville en 1581, est un philologue et littérateur italien du XVIe siècle.

## Biographie
D'une famille noble de Florence, il naquit en 1514 ou 1515. Il joignit à l'étude de la littérature celle de la médecine, et y devint très-habile. Son mérite littéraire le fit recevoir dans l'Académie florentine : il y récita, selon l'usage de cette académie, plusieurs leçons, et en fut créé consul en 1552. Il mourut à Florence en 1581. Il a laissé une traduction italienne de l'Odyssée, publiée après sa mort par son frère Baccio Baccelli, sous ce titre : l'Odissea di Omero, tradotta in volgar fiorentino, Florence, 1582, in-8°. Cette traduction, qui est en vers sciolti, libres ou non rimés, est dédiée par l'éditeur au grand-duc de Toscane, François Ier. L'épître dédicatoire nous apprend que Baccelli, surpris par la mort, ne put mettre la dernière main à cette traduction ; qu'il avait reçu ordre du grand-duc de traduire aussi l'Iliade, mais qu'il n'en avait pas encore achevé le 7e livre lorsqu'il mourut. Baccio dédia au même grand-duc ce commencement de traduction de l'Iliade, mais ne le fit point imprimer. Cette dédicace et les premiers vers de la traduction ont été insérés, par le docteur Lami, dans le Catalogue des manuscrits de la bibliothèque Riccardi. On conserve, dans cette même bibliothèque, le manuscrit original des sept livres, et celui de l'Odyssée entière. Ce qu'on a prétendu dans une note du 5e volume de la Biblioteca de Volgarizzatori, que la traduction de l'Iliade par notre Baccelli existait entière en manuscrit dans la bibliotlièque du Vatican, est dépourvu de tout fondement.